# Roseli Machado
Roseli Machado (Coronel Macedo, 17 de dezembro de 1968 – Curitiba, 8 de abril de 2021) foi uma atleta corredora e treinadora brasileira. Cresceu na cidade paranaense de Santana do Itararé.
Roseli começou a correr com 12 anos de idade. Em 1989, precisou interromper sua carreira, devido a uma lesão no joelho, passando por duas cirurgias. Após três anos, voltou a competir, em 1992.
Em 1996, ficou em 22.º lugar nos cinco mil metros das Olimpíadas de Atlanta. Nesse mesmo ano, foi também campeã da Corrida Internacional de São Silvestre, com um tempo de 52 minutos e 32 segundos.
No ano de 1997, Roseli foi vítima de um erro médico e teve novamente de interromper sua carreira.
Roseli morreu em 8 de abril de 2021 em Curitiba, aos 52 anos de idade, de COVID-19.